# Distrito de Pétervására
Pétervására (en húngaro: Pétervárási járás) es un distrito creado en 2013 en la parte noroeste del condado de Heves. Pétervására es también el nombre de la ciudad donde se encuentra la sede del distrito. El distrito se encuentra en la Región Estadística del Norte de Hungría.

## Geografía
El distrito de Pétervására limita con el distrito de Salgótarján (condado de Nógrád) y el distrito de Ózd (condado de Borsod-Abaúj-Zemplén) al norte, el distrito de Bélapátfalva y el distrito de Eger al este, el distrito de Gyöngyös al sur y el distrito de Bátonyterenye (condado de Nógrád) al oeste. El número de municipios en el distrito de Pétervására es 20.

## Municipios
El distrito tiene 1 ciudad, 2 pueblos grandes y 17 pueblos. (población a 1 de enero de 2012)
- Bodony (714)
- Bükkszék (681)
- Bükkszenterzsébet (1,040)
- Erdőkövesd (640)
- Fedémes (309)
- Istenmezeje (1,525)
- Ivád (366)
- Kisfüzes (127)
- Mátraballa (714)
- Mátraderecske (1,839)
- Parád (1,964)
- Parádsasvár (409)
- Pétervására (2,464) – capital
- Recsk (2,656)
- Sirok (1,846)
- Szajla (612)
- Szentdomonkos (447)
- Tarnalelesz (1,663)
- Terpes (194)
- Váraszó (492)

Los municipios en negrita son ciudades, los municipios en cursiva son pueblos grandes.

## Galería

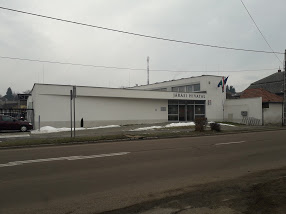
Oficina de distrito, Pétervására
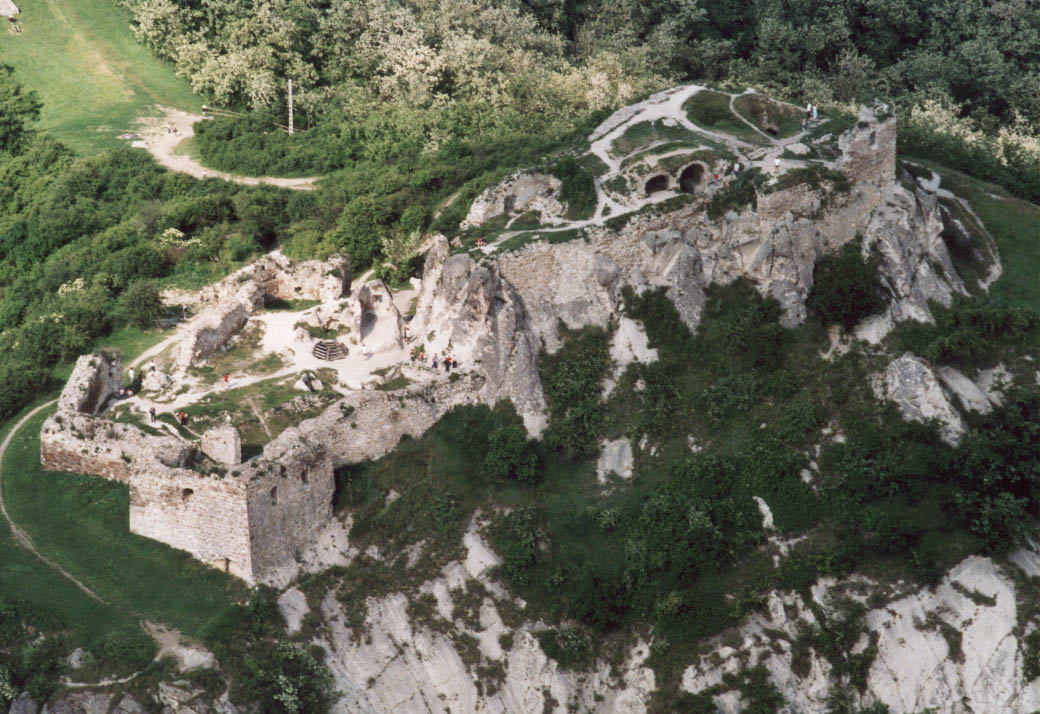
Castillo de Sirok
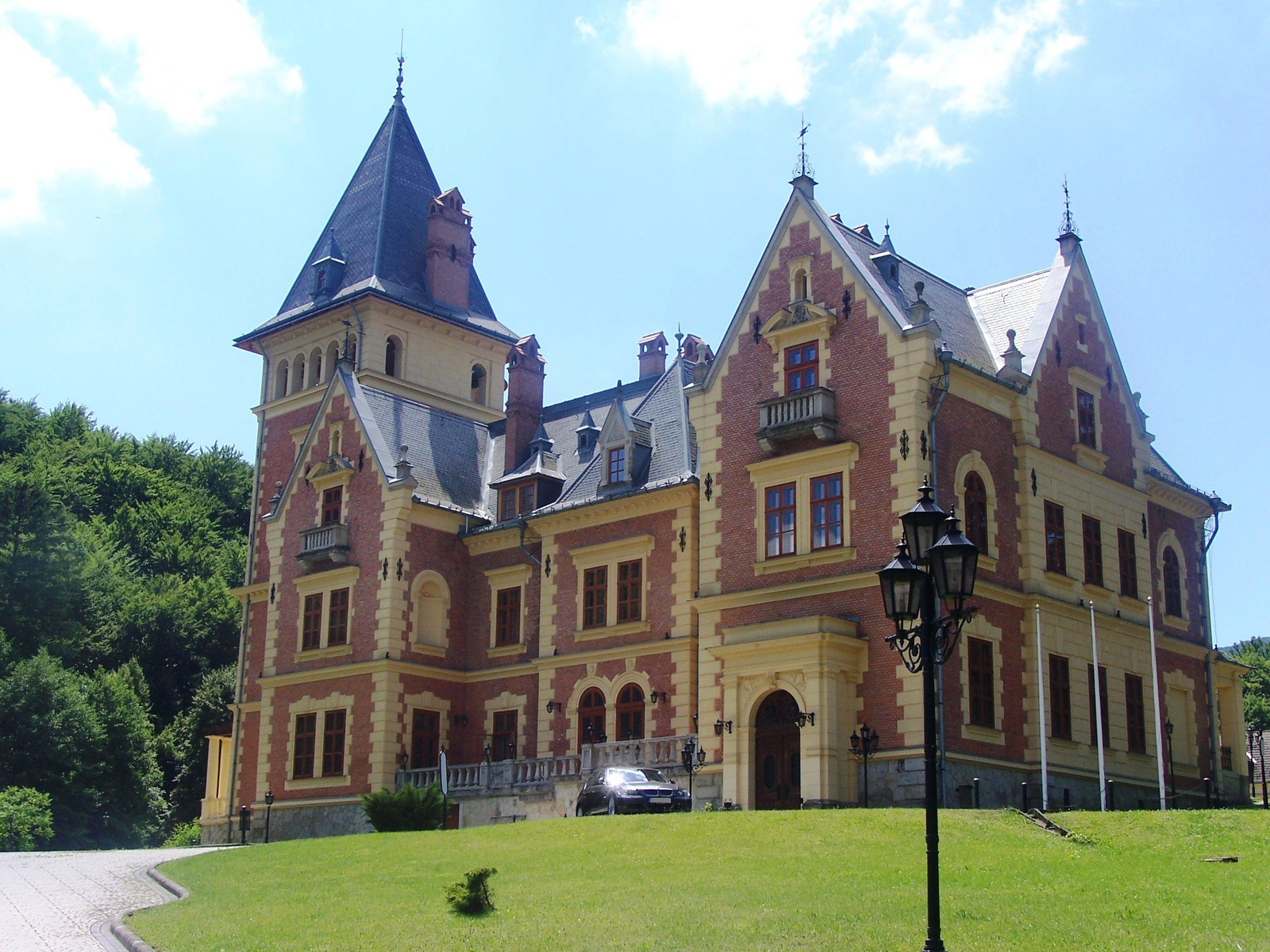
Mansión Károlyi en Parádsasvár
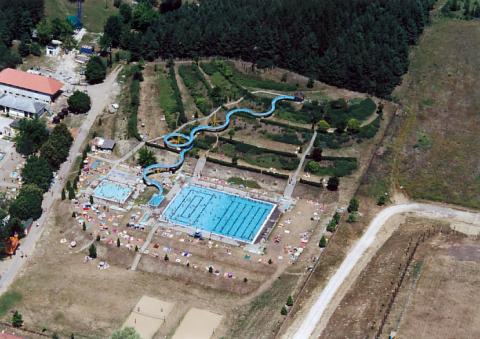
Balneario en Bükkszék